# Бермудская конференция
Бермудская конференция — международная конференция между Великобританией и Соединёнными Штатами Америки, проходившая с 19 по 30 апреля 1943 года в Гамильтоне (Бермудские Острова).

## Тема и участники
Темой обсуждения стал вопрос о еврейских беженцах, которые были освобождены союзными войсками, и о тех, кто ещё оставался под контролем нацистов на территории оккупированной Европы. Однако конференция изначально проводилась не с целью спасения евреев, а с целью успокоить общественное мнение в США и Великобритании, которое выражало возмущение массовыми убийствами евреев нацистами. Конференция была организована так, чтобы на неё не попали репортеры; не допустили на неё и представителей еврейских организаций.
Делегацию Соединённых Штатов возглавлял Гарольд У. Доддс. Британскую делегацию возглавлял Ричард Лау, младший министр в Министерстве иностранных дел.
Несмотря на ограничения для еврейских организаций, Хаиму Вейцману удалось представить на конференции от имени «Еврейского агентства» документ, в котором было выдвинуто требование для решения проблемы еврейских беженцев отменить ограничения на иммиграцию евреев в Палестину, введённые Великобританией ещё до войны.

## Итоги
США не увеличили своих иммиграционных квот для еврейских беженцев. Не удалось даже отменить британскую Белую книгу 1939 года, ограничивающую еврейскую иммиграцию в Палестину совершенно ничтожной по сравнению с общим числом беженцев цифрой 75 тысяч человек за 5 лет, хотя это было одним из важнейших требований еврейских организаций. Единственное достижение Бермудской конференции — возобновление деятельности Межправительственного комитета по делам беженцев, который был создан ещё до войны на Эвианской конференции.

## Реакция
Через неделю американский сионистский «Комитет за еврейскую армию» дал объявление в «Нью-Йорк Таймс» с осуждением результатов конференции как издевательства на фоне ранее данных обещаний помочь еврейскому народу и облегчить еврейские страдания под немецкой оккупацией. Сенатор Гарри Трумэн отозвал своё членство в комитете, поскольку воспринял это объявление как оскорбление американских сенаторов, участвовавших в конференции. Тем не менее он впоследствии как президент поддержал признание Израиля.
В знак протеста против итогов конференции Шмуэль Зигельбойм, член еврейского консультативного органа польского правительства в изгнании, покончил жизнь самоубийством.